# Jennifer Rush
Pour les articles homonymes, voir Rush.
Jennifer Rush, de son vrai nom Heidi Stern, est une chanteuse américaine de pop/rock, née le 29 septembre 1960 à Astoria dans le Queens. Elle est principalement connue pour le succès international majeur de son single The Power of Love en décembre 1984. Ce titre sera repris par Shirley Bassey, puis par Céline Dion en 1993, ce qui lui ouvrira les portes de la gloire sur la scène musicale planétaire.
Durant sa carrière, Jennifer réalise plusieurs duos à succès comme Till I Loved You avec Placido Domingo, une reprise du duo Barbra Streisand et Don Johnson, Flames of Paradise avec Elton John.

## Biographie
Jennier Rush est issue d'une famille d'artistes son père étant chanteur d'opéra. D'une éducation musicale newyorkaise puis sa famille s'établit en Allemagne. Ses influences musicales sont Aretha Franklin, Chaka Khan, Gladys Knight et Joni Mitchell. Elle commence à chanter dans des clubs et obtient un contrat avec CBS. Son premier album est un succès international avec le tube planétaire The Power of Love qui devient numéro un en Angleterre et Europe qui fut repris par Céline Dion.

## Discographie

### Albums
- 1984 Jennifer Rush
- 1985 Movin
- 1987 Heart over mind
- 1988 Passion
- 1989 Wings of desire
- 1992 Jennifer Rush 92
- 1995 Out of my hands
- 1997 Credo
- 2010 Now is the hour